# Ice Age 5: Scratattack
Ice Age: Scratattack (engelska: Ice Age: Collision Course) är en amerikansk datoranimerad komediäventyrsfilm producerad av Blue Sky Studios, regisserad av Mike Thurmeier och skriven av Michael J. Wilson. Det är den femte delen i filmserien Ice Age och uppföljaren till Ice Age 4 - Jorden skakar loss.
Filmens roller röstas av Ray Romano, John Leguizamo, Denis Leary, Queen Latifah, Keke Palmer, Jennifer Lopez, Simon Pegg och Chris Wedge, vilka repriserar sina roller från de tidigare filmer. Nya tillägg till rollistan inkluderar Jesse Tyler Ferguson, Adam DeVine, Nick Offerman, Max Greenfield, Stephanie Beatriz, Melissa Rauch, Michael Strahan, Jessie J och Neil deGrasse Tyson.
Filmen hade biopremiär på Sydneys filmfestival den 19 juni 2016 och i USA den 22 juli samma år. Filmen, som fick flera negativa recensioner, spelade in över 315 miljoner dollar i hela världen.

## Engelska röster
- Ray Romano – Manny[6]
- John Leguizamo – Sid[6]
- Denis Leary – Diego[6]
- Queen Latifah – Ellie[6]
- Seann William Scott – Crash
- Josh Peck – Eddie
- Simon Pegg – Buck[5]
- Keke Palmer – Peaches[7]
- Jennifer Lopez – Shira[6]
- Neil deGrasse Tyson – Neil deBuck Weasel[1]
- Jesse Tyler Ferguson – Shangri Llama[1]
- Jessie J – Brooke[1][8]
- Adam DeVine – Julian[1][9]
- Wanda Sykes – Granny[10]
- Melissa Rauch – Francine[1][11]
- Michael Strahan – Teddy[1][12]
- Nick Offerman – Gavin[1]
- Stephanie Beatriz – Gertie[1][13]
- Max Greenfield – Roger[1][14]
- Lilly Singh – Bubbles och Misty
- Chris Wedge – Scrat[6]

## Svenska röster
- Björn Granath – Manny
- Robert Gustafsson – Sid
- Reine Brynolfsson – Diego
- Jennie Jahns – Ellie
- Fredrik Gillinger – Crash
- Andreas Nilsson – Eddie
- Per Fritzell – Buck[15]
- Mikaela Ardai Jennefors – Kiwi
- Lisa Werlinder – Shira
- Christer Fuglesang – Christer Fugle-Buck
- Peter Eggers – Shangri Llama
- Ellen Bergström – Brooke
- Oliver Åberg – Julian
- Irene Lindh – Mommo
- Jan Åström – Teddy

### Övriga svenska röster
- Charlotte Ardai Jennefors
- Christian Hedlund
- Jamil Drissi
- Anders Öjebo
- Anna Gyllenberg
- Hasse Jonsson
- Agnes Sjölund
- Annika Rynger
- Ester Sjögren
- Jörn Savér
- Oskar Svensson
- Lasse Svensson

## Om filmen
Filmen hade Sverigepremiär den 8 juli 2016.